# Partido Nacional (Colombia)
El Partido Nacional fue una tendencia y partido político Colombiano de índole nacionalista y estatista. A sus seguidores se les dio la denominación de "nacionalistas". 
En su seno convergieron algunos conservadores nacionalistas y liberales independientes. El partido fue creado con el auxilio del expresidente Rafael Núñez y Miguel Antonio Caro, el redactor de la Constitución de 1886 y quien anteriormente fundó el Partido Católico.
El partido se separó doctrinalmente de los conservadores históricos y los liberales radicales, lo que dio como resultado la confrontación entre el nacionalismo y los partidos tradicionales. El Partido Conservador junto con el Partido Liberal acordarían el golpe de Estado contra Manuel Antonio Sanclemente, el último miembro del Partido Nacional en ocupar la primera magistratura.
El Partido Nacional dejó de existir al finalizar la Guerra de los mil días, siendo una de las condiciones del acuerdo firmado en el acorazado Wisconsin.

## Inicios
Podemos remontar los inicios de un ideal de oposición a los principales principios conservadores y liberales en un gobierno de carácter nacionalista, a los años del general Obando y el general Melo, el cual, al separarse de los liberales, creó lo que sería conocido como los liberales Draconianos. Acerca de Obando y su Partido Nacional, Caro se limitó a decir que su fin último era el Autoabastecimiento.
Miguel Antonio Caro Tobar, hijo de uno de los dos fundadores del Partido Conservador, José Eusebio Caro, quedó desilusionado por el rumbo tomado por el conservadurismo, decidió unirse al presidente liberal de la facción independiente Rafael Núñez. En aquel momento predominaba un sistema federal, que había sido estructurado por los conservadores en la Confederación Granadina y posteriormente vería su continuación en la constitución de Rionegro que crearía a los Estados Unidos de Colombia.
El sistema federal le daba gran independencia a los Estados por lo que al tratar de interferir en un problema entre estos, Núñez se enfrentó a la guerra civil de 1885 debido a la sublevación compuesta por Antioquia, Bolívar, Boyacá, Panamá y Tolima, Núñez se aleja del Partido Liberal luego de no recibir el respaldo de los radicales y tuvo que pedir apoyo a los conservadores.
Esto deja como precedente que al subir este a la presidencia otra vez por parte del liberalismo, decide crear lo que sería la Constitución de 1886 derogando la Constitución radical de Rionegro, lo cual fue un paso para la creación del Partido Nacional, que a su vez sirvió de puente para un gobierno de carácter centralista, un aumento de las autonomías locales, estableció un Estado católico y nacionalista, que buscó principalmente el autoabastecimiento nacional, el centralismo y la creación de un Banco Nacional.

## Precedentes históricos
Antes de que este partido predominara en Colombia, una época de clara violencia entre los Estados agravada por la violencia partidista, estos Estados en muchas ocasiones tenían ejércitos tan grandes como los del gobierno central. Acaecieron 50 guerras civiles, durante el periodo federal.
La economía de Colombia dependía de la exportación de oro a los distintos lugares del mundo, por lo que las reservas del país de este material caían abruptamente, es importante recordar que las reservas de oro en este periodo correspondían al valor de la moneda, por lo que en Colombia, había una economía deficitaria y con altos niveles de inflación, lo que se sumaba al sistema bancario de emisión monetaria descentralizada en manos de Bancos Privados.

## Presidentes

### Rafael Núñez

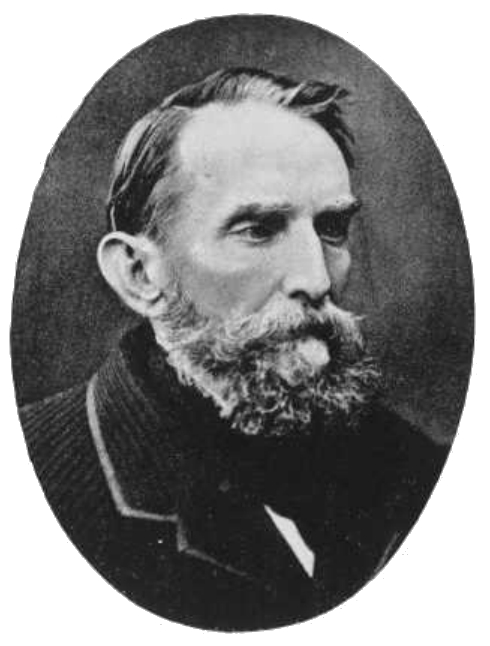
Rafael Núñez, presidente del Partido Nacional.

Fue el primer presidente del Partido Nacional, aunque Núñez había subido al poder como un presidente liberal en dos distintas ocasiones, decide unirse a un grupo de conservadores y crear el partido nacional. Con su famosa frase "Regeneración o catástrofe", marca la política del partido, y con ello comienza su existencia.
El anterior sistema, donde predominaba un sistema librecambista y federal promovido por la constitución de Rionegro, sería cambiado totalmente, y el partido nacional sería el que llevaría a cabo el cambio de sistema.
El gobierno de Núñez se caracterizó por sus reformas políticas, como a su vez por la muerte política de los radicales del Partido Liberal. Núñez vuelve a subir al poder, pero no lo ejerce por problemas de salud. Al ceder Núñez su mandato a otros candidatos, éstos suben en favor del ideal promovido por el partido nacional.
| Candidatos       | Partidos    | Votos |
| ---------------- | ----------- | ----- |
| Rafael Núñez     | Nacional    | 2057  |
| Marceliano Vélez | Conservador | 509   |

### Carlos Holguín Mallarino
El Congreso Nacional lo eligió designado a la Presidencia por unanimidad de votos. En tal carácter, desempeñó la Presidencia de la República entre los años 1888 y 1892, en ausencia del presidente Núñez. En su gobierno, Holguín se preocupó por las obras públicas: la navegación a vapor por el Bajo Cauca y el río Nechí, la construcción de una parte de la carretera entre Cundinamarca y Boyacá, la limpieza del Canal del Dique, los trabajos de canalización del río Magdalena, la construcción del hospital militar en la capital, y de un asilo de mujeres puesto bajo el cuidado de las hermanas del Buen Pastor.
Su gobierno enfrentó problemas de orden público y la oposición de los sectores liberales que se estaban reorganizando y que empezaban a ejercer su oposición al partido nacional.

### Miguel Antonio Caro

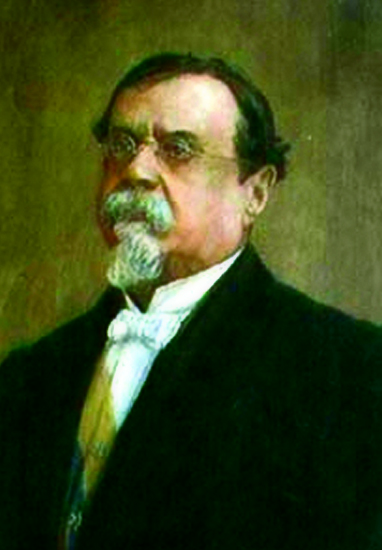
Miguel Antonio Caro.

La administración de Caro se inició el 7 de agosto de 1892 con un ferio y absoluto apoyo de los liberales independientes y terminó el 7 de agosto de 1898. Caro renuente a ejercer la vicepresidencia, ya que ello lo obligaba a ejercer el poder debido a la salud de Núñez, al final se ve obligado debido tanto al apoyo de los liberales independientes del partido como por la candidatura conservadora del General Marceliano Vélez.
El gobierno de Caro y su presidencia del Partido no fue fácil, este debió asumir todas las responsabilidades por la muerte de Núñez y tuvo que soportar la oposición decidida no solo del partido liberal, sino aún más implacable, la de los conservadores. Estos últimos, liderados por Carlos Martínez Silva en Bogotá y por Marceliano Vélez en Medellín, quería revivir las glorias que consideraban contrarias a aquellas ideas sostenidas por Núñez y Caro en esos años de gobierno y en su Constitución de 1886. Prácticamente a partir de 1897, la ruptura del conservatismo con Caro fue total, buscando los conservadores atraer miembros del partido nacional. El liberalismo por su parte a su vez trata de recuperar a los liberales que se encontrasen en las filas del nacionalismo.
Esto obligó a Caro como presidente del partido nacional, a buscar la unidad del partido. Insistente en ello ejerce su poder buscando que los núcleos de poder fuesen manejados principalmente por reconocidos nacionalistas.

### Manuel Antonio Sanclemente
El gobierno de Manuel Antonio San Clemente, es el último del Partido Nacional, dado que este no puede resurgir una vez Marroquín lo depone mediante un golpe de Estado, ante el golpe de Estado del partido conservador, los nacionalistas intentan infructuosamente retomar el poder.
Sanclemente, había tratado de mantener la concordia refrendando los ministros elegidos por Marroquín, pero debido a los conflictos de los partidos tradicionales contra el partido nacional y respaldado por Caro, poco antes de la Guerra de los Mil Días intentó reforzar al partido Nacional y omitió del gobierno a cualesquiera otras tendencias.
| Candidatos                 | Partidos    | Votos |
| -------------------------- | ----------- | ----- |
| Manuel Antonio Sanclemente | Nacional    | 1.606 |
| Miguel Samper              | Liberal     | 318   |
| Rafael Reyes               | Conservador | 121   |

## Nacionalismo
En el Partido Nacional fue de vital importancia el sentimiento nacional. Esto convino a Núñez que en vez de quedar como un conservador fue un nacionalista colombiano. Gran parte del ideal nacionalista proviene del Europeísmo que ya había estudiado José María Samper. Este llevó luego a Núñez de cierta forma a entender que esas utopías europeas y su interpretación latina habían causado los errores dentro del liberalismo.
El discurso nacionalista le desligó en cierta forma de los ideales liberales que grandes personajes como Samper llevaron al partido Nacional, anteponiendo los ideales de la patria a los del partido.

## Partidos tradicionales
Los partidos tradicionales ejercieron una oposición directa al Partido Nacional. Si bien, este partido tenía elementos que habían sido conservadores y liberales en el pasado, los dos partidos tradicionales a pesar de encontrarse desorganizados, deciden reorganizarse con el fin de deponer al gobierno nacionalista del poder, en especial una vez el Doctor Miguel Antonio Caro es elegido como vicepresidente y Presidente del Partido Nacional, oponiéndose a cualquier acercamiento con los conservadores, intentando infructuosamente realizar pactos con los liberales radicales.

## Legado
El legado del Partido Nacional es amplio. Primero como ideal de generar una opción distinta a los conservadores y liberales. Segundo, los legados de la constitución nacional de 1886, aún se observan en la actualidad política del país.
Aunque su duración se puede considerar breve, en realidad el partido influyó en las ideologías tanto de conservadores como de liberales. Los gobiernos sucesivos mantendrían el centralismo y el Banco Central (Ahora de la República), a su vez el sistema federal no volvería a ser retomado en sus dimensiones anteriores.